# Cesena
Cesena [čezéna] je italské město v oblasti Emilia-Romagna, asi 25 km jižně od Ravenny. Leží na řece Savio, asi 15 km od Jaderského moře.

## Historie
Cesena bylo původně umbrijské nebo etruské město, známé jako Caesena. Po krátké galské nadvládě se města ve 3. století př. n. l. zmocnili Římané. Stalo se tehdy posádkovým městem s důležitým strategickým významem. Bylo zničeno během války mezi Gaiem Mariem a Sullou. Plinius zmiňuje zdejší vína jako jedny z nejlepších.
Později byla Cesena hraničním městem Ravennského exarchátu. Od roku 754 se stalo součástí Papežského státu, bylo však častým předmětem sporů. Ve dnech 3. až 5. února 1377 oddíly žoldnéřů pod vedením kardinála Roberta ze Ženevy (budoucí vzdoropapež Klement VII.) zmasakrovaly na pět tisíc obyvatel města. Roku 1378 papež věnoval Cesenu rodu Malatesta, kteří postavili hrad nad městem a humanistickou knihovnu, od roku 1465 opět patřilo k papežskému státu.
Během napoleonských válek bylo ve městě zrušeno několik kostelů a klášterů. Někteří místní občané hráli velkou roli při sjednocování Itálie ve druhé polovině 19. století. Za druhé světové války se poblíž nacházela Gótská linie, která procházela podél Apenin. Město také utrpělo těžké ztráty v důsledku bombardování.

## Doprava
Železniční stanice na trati Bologna - Ancona byla otevřena roku 1861. Nádraží je severovýchodně od centra.

## Pamětihodnosti
- Opatství S. Maria del Monte, založené roku 1001 a přestavěné v letech 1536-1545 podle plánu D. Bramante. Osmiboká kopule byla po zemětřesení obnovena 1774.
- Rocca Malatestiana, pozdně středověký hrad se dvěma věžemi z let 1380-1480
- Katedrála svatého Jana Křtitele z let 1380-1405, trojlodní basilika v přechodném slohu s věží z roku 1457.
- Malatestovská knihovna z roku 1452, první veřejná městská knihovna v Evropě, jedinečný příklad dokonale zachované renesanční knihovny s mnoha rukopisy.
- Piazza del Popolo, malebné náměstí s radnicí, kašnou a kostelem sv. Anny.
- Románský trojlodní kostel svatého Tomáše a další.
- Pinacoteca, obrazová galerie italského umění od 16. století
- Galleria dei Dipinti, soukromá sbírka italského malířství 16.-18. století.
- Renesanční Palazzo Ghini a řada dalších paláců.

## Galerie

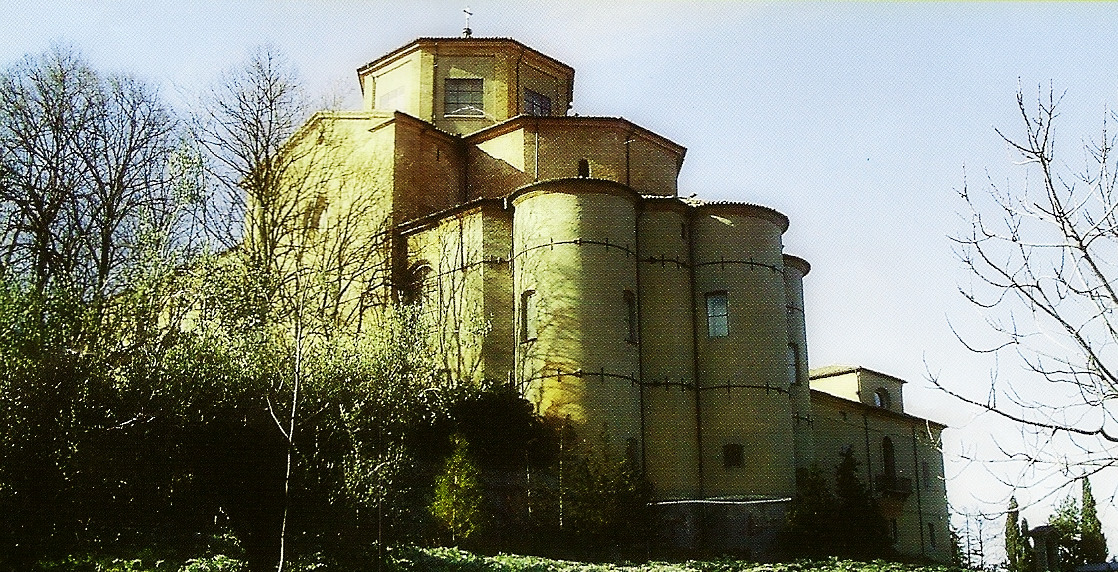
S. Maria del Monte
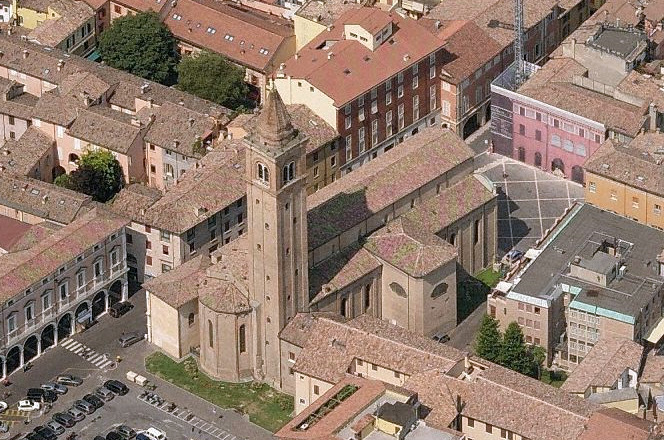
Katedrála sv. Jana
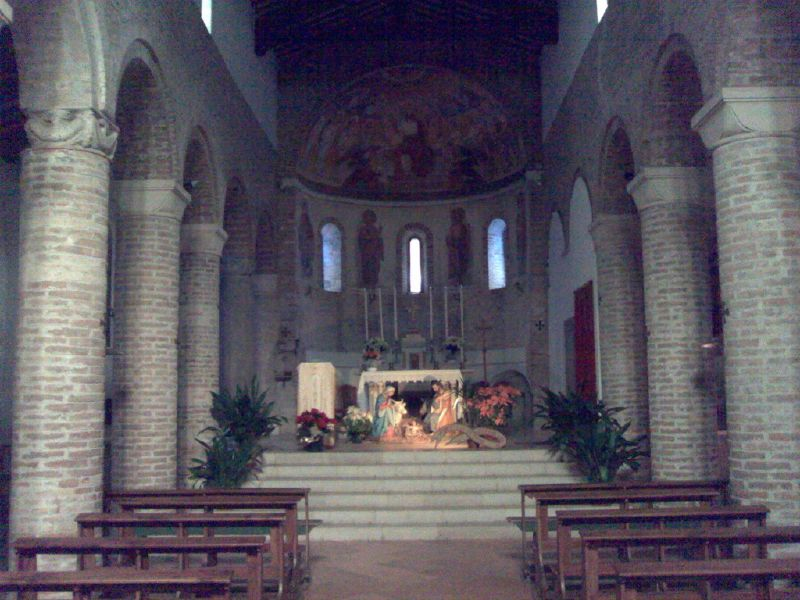
Kostel sv. Tomáše
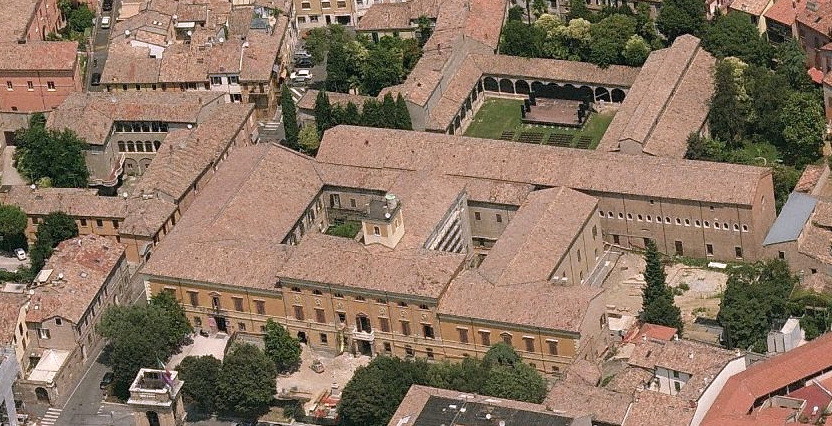
Malatestovská knihovna
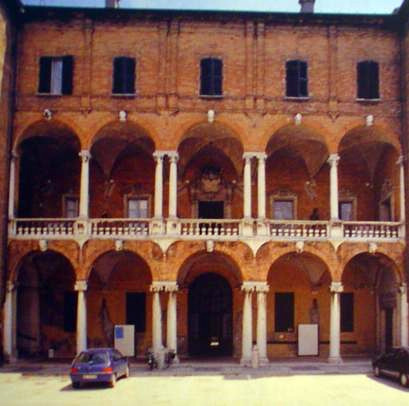
Palazzo Ghini
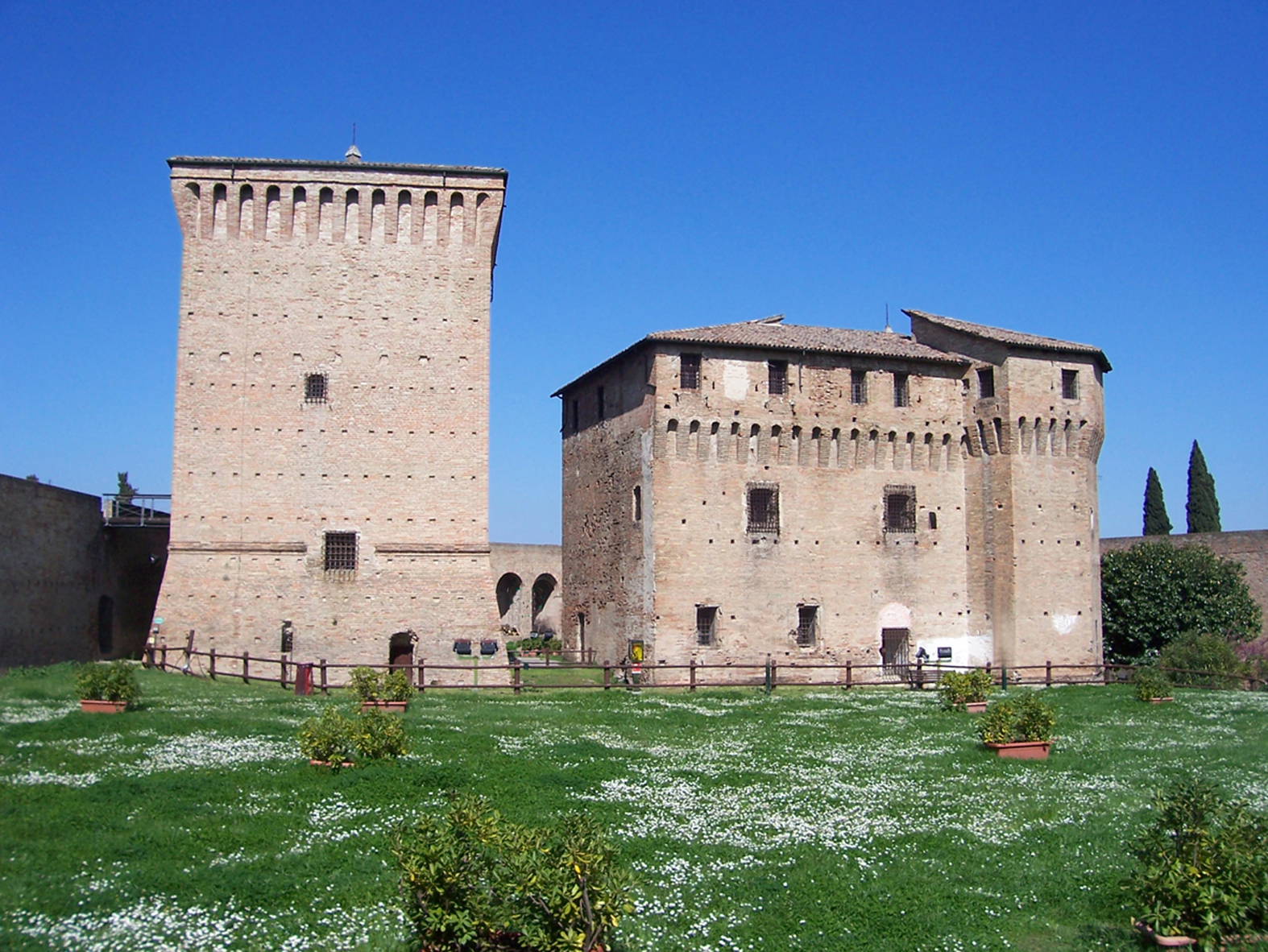
Rocca Malatestiana

## Vývoj počtu obyvatel
Počet obyvatel

## Osobnosti města
- Michal z Ceseny (1270 - 1342), teolog a představený františkánského řádu
- Obadia ben Jacob Sforno (1475 - 1550), rabín, filosof a židovský učenec
- Pius VI. (1717 - 1799), papež
- Pius VII. (1742 - 1823), papež
- Nicoletta Braschi (* 1960), herečka
- Marco Pantani (1970 - 2004), cyklista

## Partnerská města
- Moresco, Itálie, 2004